# Волосині
Волосині — у міфології слов'ян образ сузір'я Плеяди. Найбільш пізні назви: Стожар, Стожари, Власожели, Баби. Згідно з давніми переказами, жінки одного з родів під час нападу ворога перетворились у «небесну отару», щоб не бути полоненими. Сяйво цього сузір'я віщує удачу в полюванні, примноження худоби. У зоряні ночі вівчарі виходили на вулицю, ставали на шерсть та молились, щоб овець було більше, ніж зірок на небі. Волосині — дружини бога Волоса, покровителя скотарства.